# Уряд Ядранки Косор
У́ряд Я́дранки Ко́сор (хорв. Jedanaesta Vlada Republike Hrvatske) — одинадцятий за ліком уряд Хорватії з моменту початку в 1990 році процесу демократизації в країні.
Сформований 6 липня 2009 року в ході роботи хорватського парламенту шостого скликання. Причиною створення стала відставка попереднього прем'єр-міністра Іво Санадера та закономірний у такому випадку розпуск очолюваного ним уряду. В новостворений уряд увійшли партії, що діяли спільно в рамках тодішньої коаліції, утвореної після виборів 2007 року: Хорватський демократичний союз (ХДС), Хорватська селянська партія (ХСП), Самостійна демократична сербська партія (СДСП) і Хорватська соціал-ліберальна партія (ХСЛП). Уряд також підписав коаліційну угоду з депутатами Сабору від нацменшин і Хорватською партією пенсіонерів. ХСЛП через рік вийшла з коаліції. 
Уряд працював до 23 грудня 2011 року, коли за результатами парламентських виборів 2011 було утворено лівоцентристський уряд прем'єр-міністра Зорана Мілановича.

## Склад уряду
| Посада          | Сфера повноважень                                                       | Ім'я та прізвище       | Партія     |
| --------------- | ----------------------------------------------------------------------- | ---------------------- | ---------- |
| Прем'єр-міністр |                                                                         | Ядранка Косор          | ХДС        |
| Віце-прем'єр    |                                                                         | Дарко Мілінович        | ХДС        |
| Віце-прем'єр    | Економіка                                                               | Петар Чобанкович       | ХДС        |
| Віце-прем'єр    | Сільське господарство, рибальство та сільський розвиток                 | Божидар Панкретич      | ХСП        |
| Віце-прем'єр    |                                                                         | Гордан Яндрокович      | ХДС        |
| Віце-прем'єр    | Інвестиції                                                              | Домагой Іван Мілошевич | ХДС        |
| Віце-прем'єр    | Регіональний розвиток, відбудова та повернення                          | Слободан Узелац        | НДСП       |
| Міністр         | Міністерство закордонних справ та європейської інтеграції               | Гордан Яндрокович      | ХДС        |
| Міністр         | Міністерство фінансів Хорватії                                          | Мартіна Далич          | ХДС        |
| Міністр         | Міністерство оборони                                                    | Давор Божинович        | Незалежний |
| Міністр         | Міністерство внутрішніх справ                                           | Томіслав Карамарко     | Незалежний |
| Міністр         | Міністерство економіки, праці та підприємництва                         | Джуро Попіяч           | ХДС        |
| Міністр         | Міністерство моря, транспорту та інфраструктури                         | Божидар Калмета        | ХДС        |
| Міністр         | Міністерство регіонального розвитку, лісівництва та водокористування    | Божидар Панкретич      | ХДС        |
| Міністр         | Міністерство охорони довкілля, територіального планування і будівництва | Бранко Бачич           | ХДС        |
| Міністр         | Міністерство культури                                                   | Ясен Месич             | ХДС        |
| Міністр         | Міністерство юстиції Хорватії                                           | Дражен Бошнякович      | ХДС        |
| Міністр         | Міністерство науки, освіти та спорту                                    | Радован Фукс           | ХДС        |
| Міністр         | Міністерство у справах сім'ї, ветеранів та солідарності між поколіннями | Томіслав Івич          | ХДС        |
| Міністр         | Міністерство управління                                                 | Даворін Млакар         | ХДС        |
| Міністр         | Міністерство охорони здоров'я і соціального захисту                     | Дарко Мілінович        | ХДС        |
| Міністр         | Міністерство сільського господарства, рибальства та сільського розвитку | Петар Чобанкович       | ХСП        |
| Міністр         | Міністерство туризму                                                    | Дамір Байс             | ХСП        |
| Секретар уряду  |                                                                         | Ягода Премузич         |            |